# Liste der Auslandsvertretungen Polens

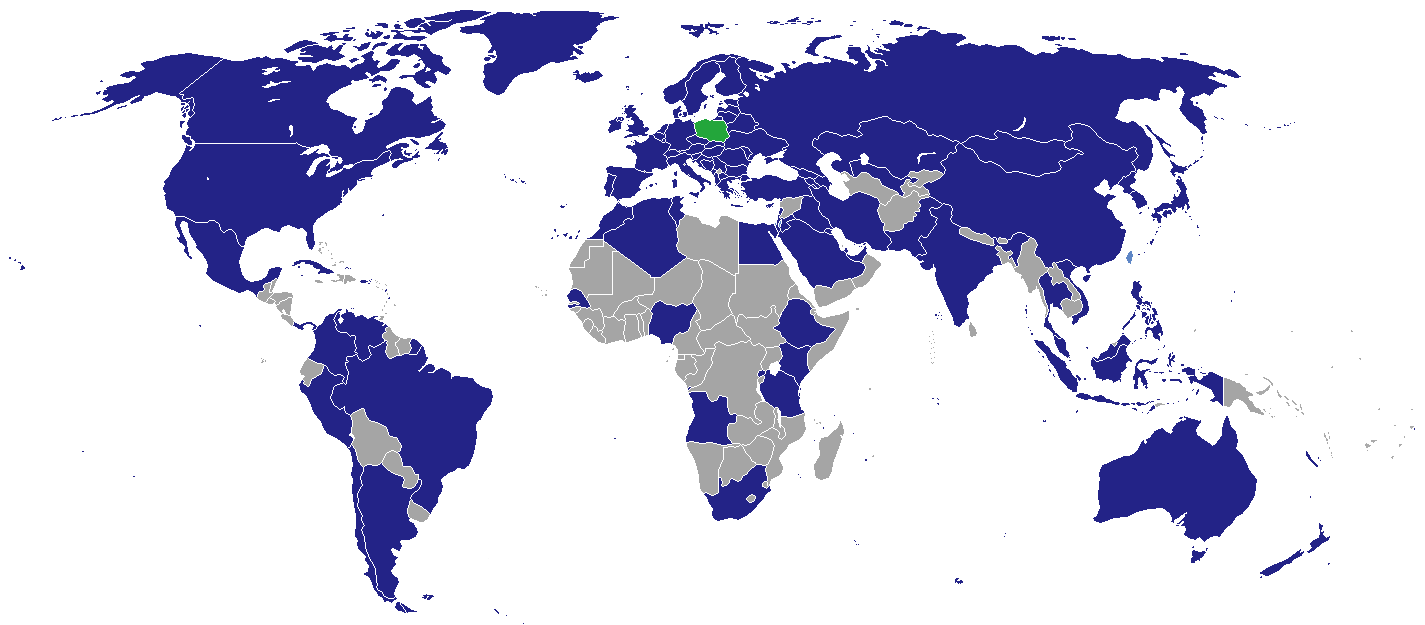
Standorte der diplomatischen Vertretungen Polens

Dies ist eine Liste der diplomatischen Vertretungen Polens.

## Diplomatische Vertretungen

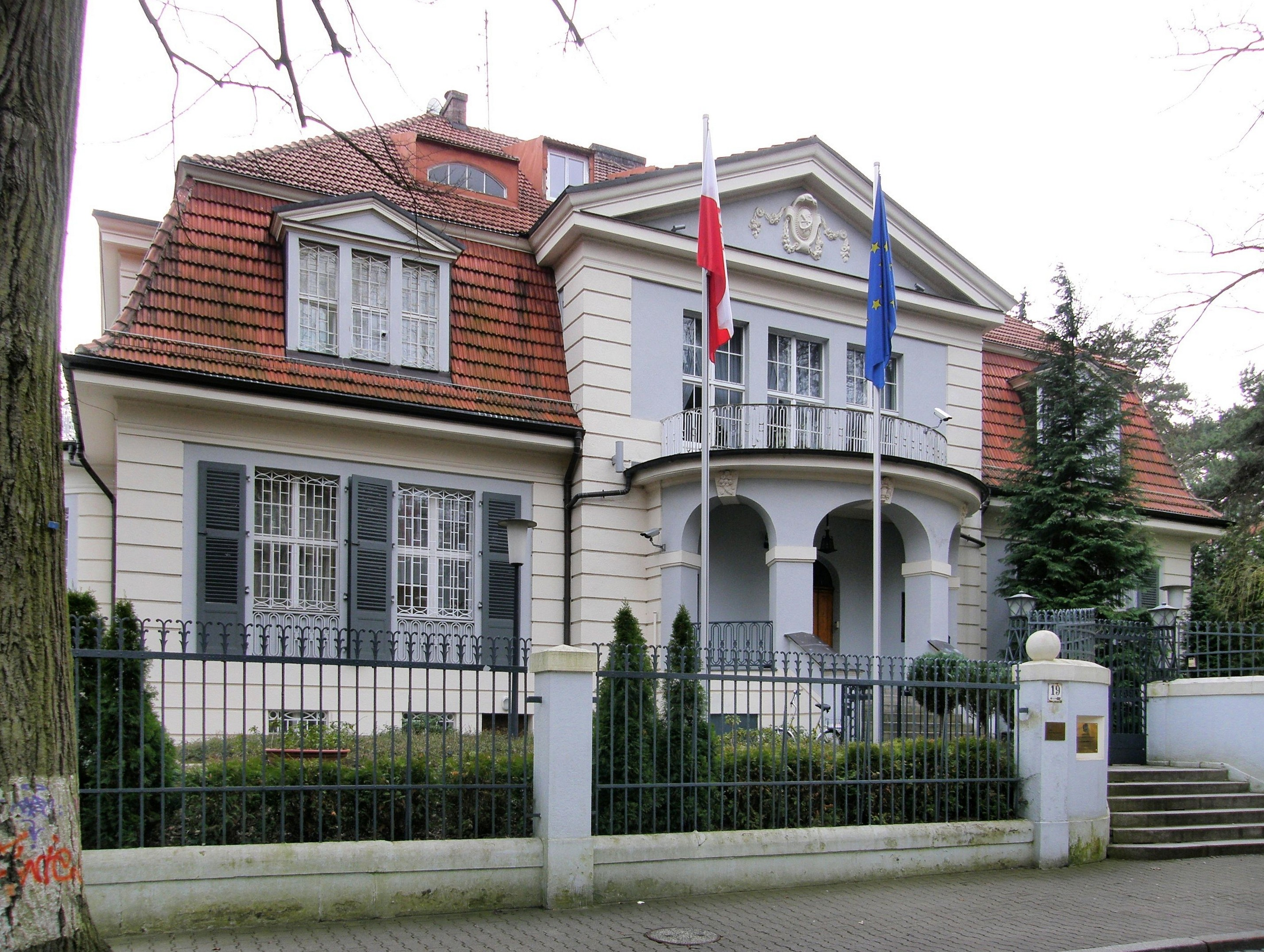
Polnische Botschaft in Berlin

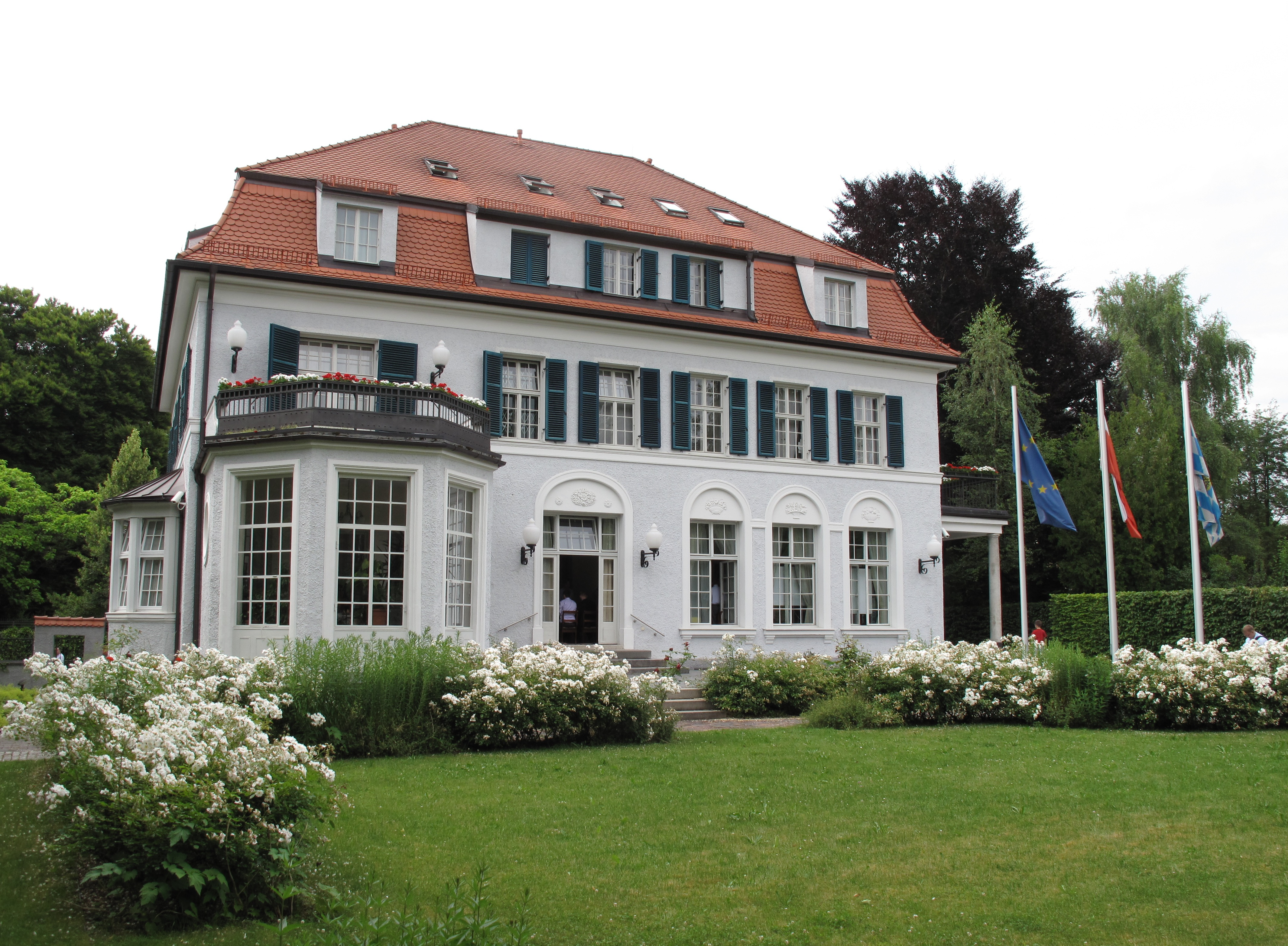
Polnisches Generalkonsulat in München

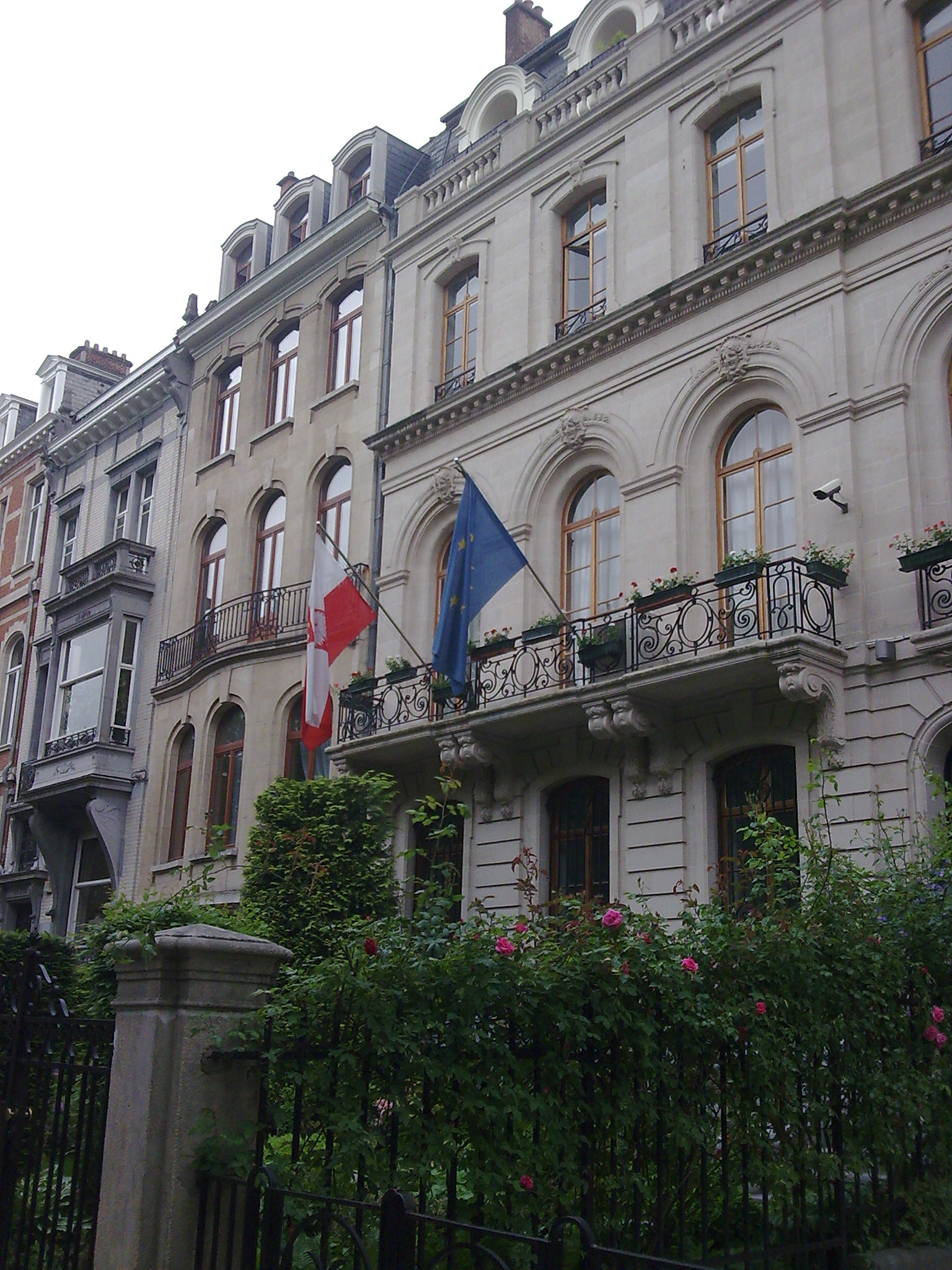
Polnische Botschaft in Brüssel

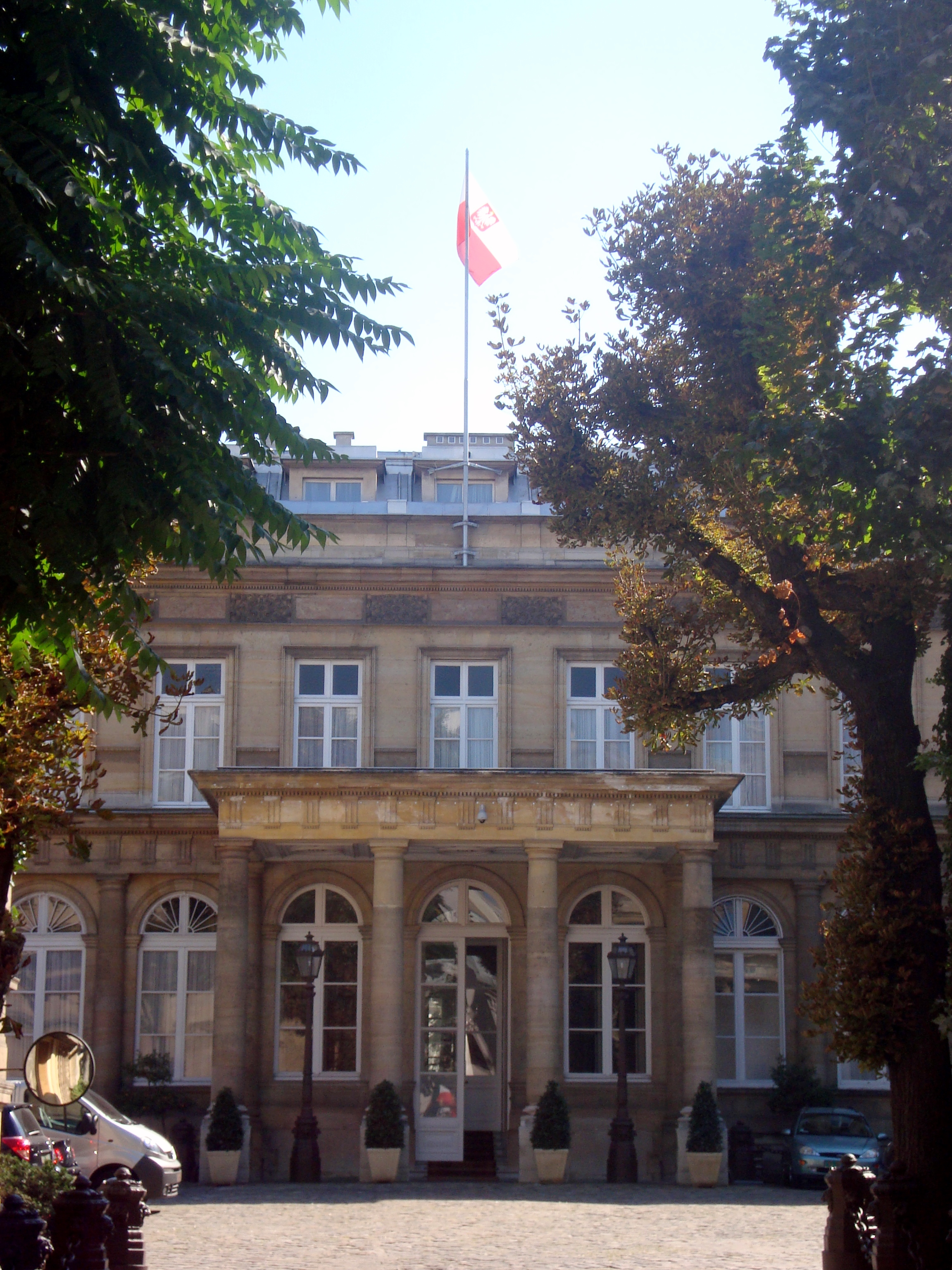
Polnische Botschaft in Paris

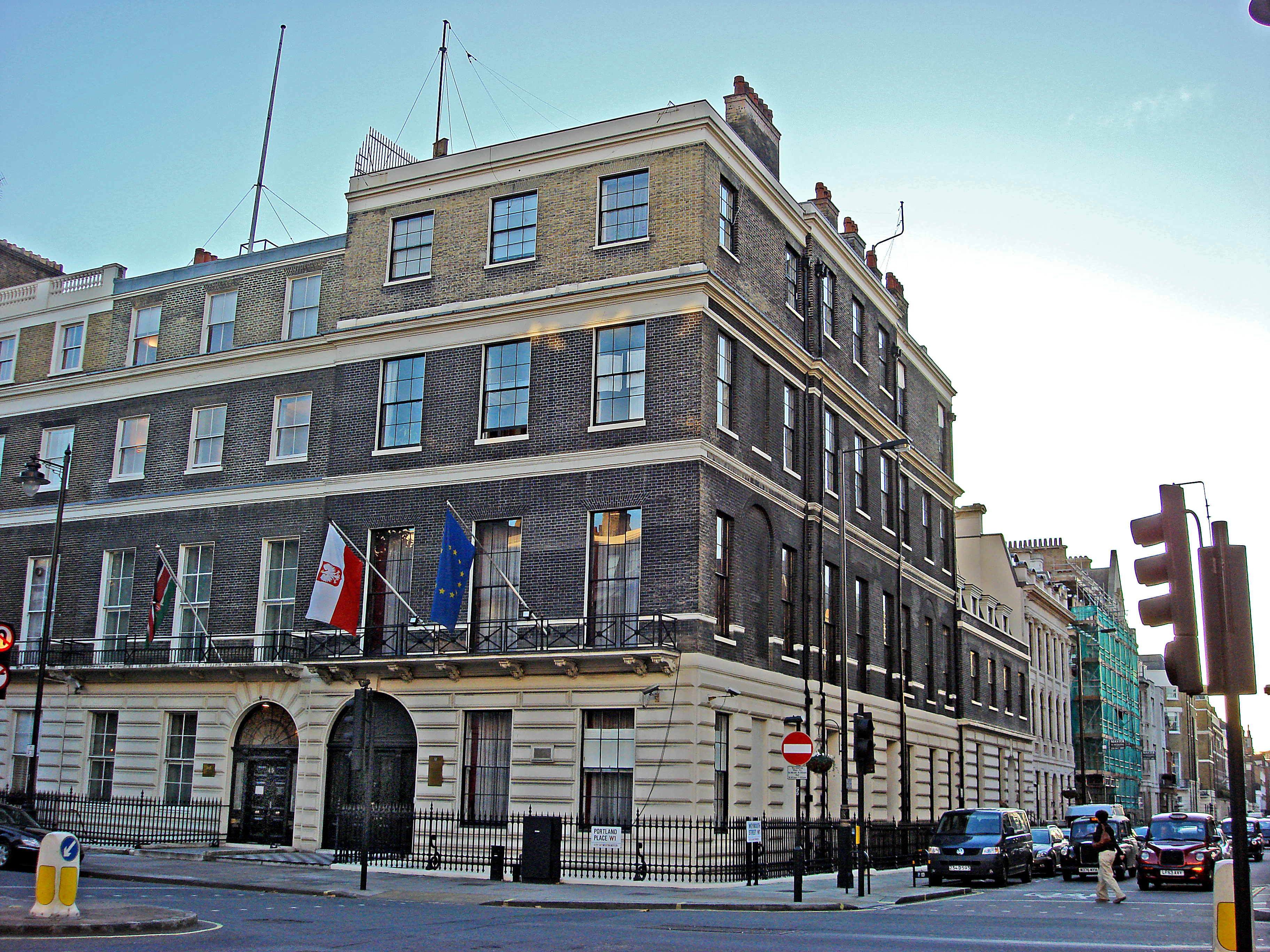
Polnische Botschaft in London

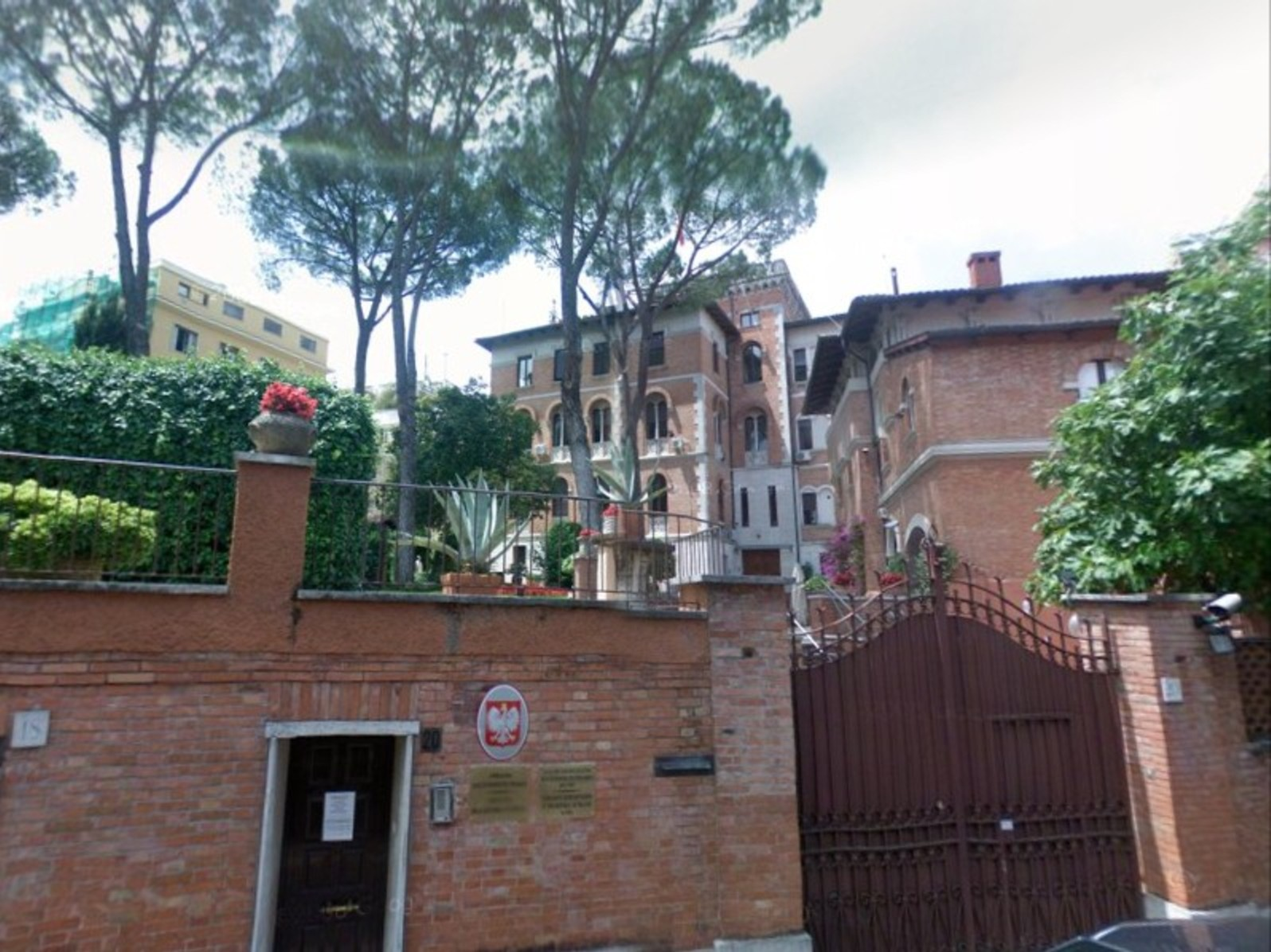
Polnische Botschaft in Rom

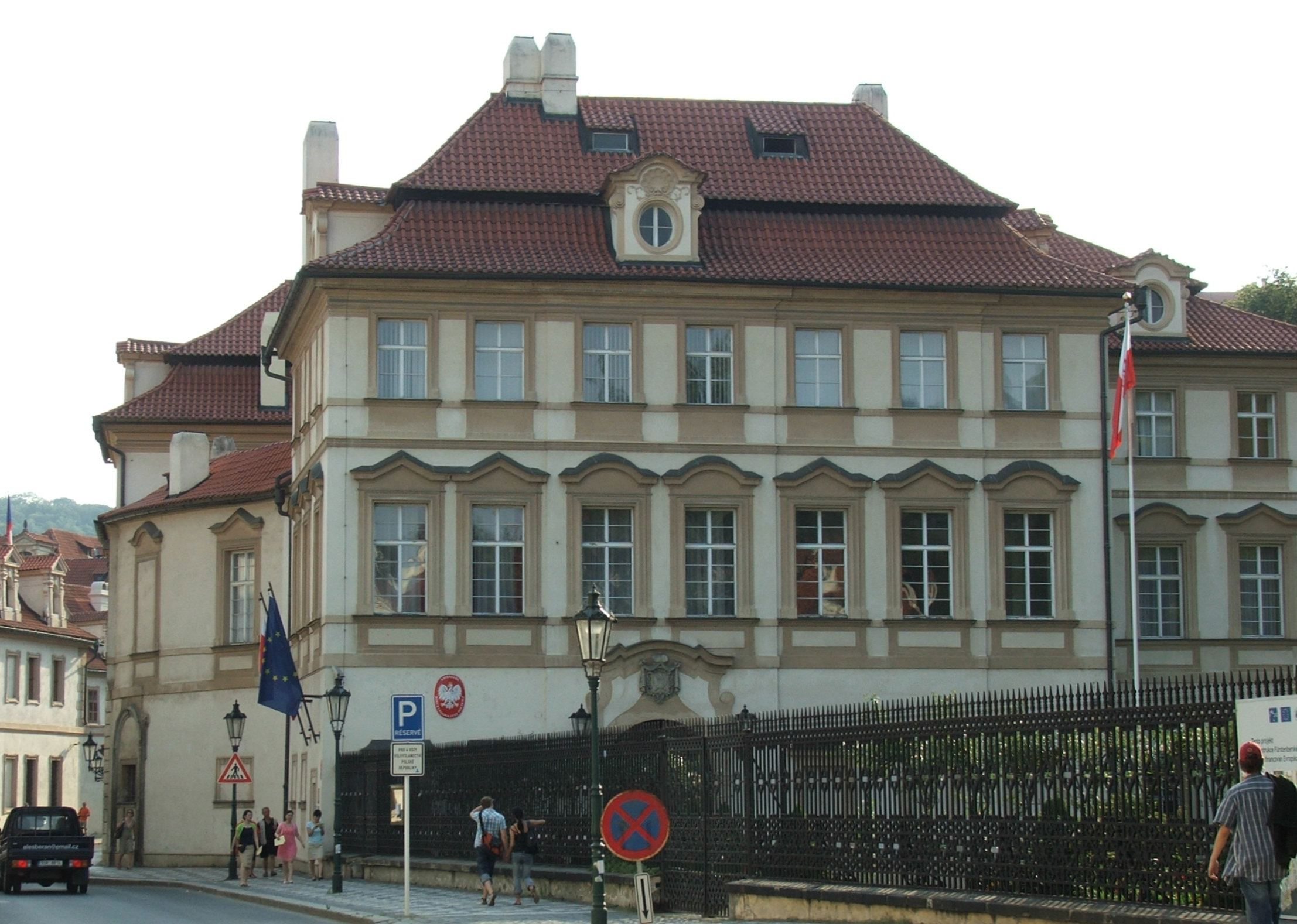
Polnische Botschaft in Prag

### Afrika
| - Ägypten: Kairo, Botschaft - Algerien: Algier, Botschaft - Angola: Luanda, Botschaft - Äthiopien: Addis Abeba, Botschaft - Kenia: Nairobi, Botschaft - Marokko: Rabat, Botschaft | - Nigeria: Abuja, Botschaft - Ruanda: Kigali, Botschaft - Senegal: Dakar, Botschaft - Südafrika: Pretoria, Botschaft - Tansania: Daressalam, Botschaft - Tunesien: Tunis, Botschaft |

### Asien
| - Armenien: Jerewan, Botschaft - Aserbaidschan: Baku, Botschaft - Volksrepublik China: Peking, Botschaft - Volksrepublik China: Chengdu, Generalkonsulat - Volksrepublik China: Guangzhou, Generalkonsulat - Volksrepublik China: Hongkong, Generalkonsulat - Volksrepublik China: Shanghai, Generalkonsulat - Indien: Neu-Delhi, Botschaft - Indien: Mumbai, Generalkonsulat - Indonesien: Jakarta, Botschaft - Iran: Teheran, Botschaft - Irak: Bagdad, Botschaft - Irak: Erbil, Generalkonsulat - Israel: Tel Aviv, Botschaft - Japan: Tokyo, Botschaft - Jordanien: Amman, Botschaft - Kasachstan: Astana, Botschaft | - Kasachstan: Almaty, Generalkonsulat - Katar: Doha, Botschaft - Kuwait: Kuwait, Botschaft - Libanon: Beirut, Botschaft - Malaysia: Kuala Lumpur, Botschaft - Nordkorea: Pjöngjang, Botschaft - Pakistan: Islamabad, Botschaft - Palästina: Ramallah, Verbindungsbüro - Saudi-Arabien: Riad, Botschaft - Südkorea: Seoul, Botschaft - Singapur: Singapur, Botschaft - Syrien: Damaskus, Botschaft - Taiwan: Taipei, Handelsbüro - Thailand: Bangkok, Botschaft - Usbekistan: Taschkent, Botschaft - Vereinigte Arabische Emirate: Abu Dhabi, Botschaft - Vietnam: Hanoi, Botschaft |

### Australien und Ozeanien
- Australien: Canberra, Botschaft
- Australien: Sydney, Generalkonsulat
- Neuseeland: Wellington, Botschaft

### Europa
| - Albanien: Tirana, Botschaft - Belgien: Brüssel, Botschaft - Bosnien und Herzegowina: Sarajevo, Botschaft - Bulgarien: Sofia, Botschaft - Dänemark: Kopenhagen, Botschaft - Deutschland: Berlin, Botschaft - Deutschland: Hamburg, Generalkonsulat - Deutschland: Köln, Generalkonsulat - Deutschland: Köln, Generalkonsulat, Abteilung für Handel und Investitionen - Deutschland: München, Generalkonsulat - Estland: Tallinn, Botschaft - Finnland: Helsinki, Botschaft - Frankreich: Paris, Botschaft - Frankreich: Lille, Generalkonsulat - Frankreich: Lyon, Generalkonsulat - Georgien: Tiflis, Botschaft - Griechenland: Athen, Botschaft - Island: Reykjavík, Botschaft - Irland: Dublin, Botschaft - Italien: Rom, Botschaft - Italien: Mailand, Generalkonsulat - Kroatien: Zagreb, Botschaft - Lettland: Riga, Botschaft - Litauen: Wilna, Botschaft - Luxemburg: Luxemburg, Botschaft - Nordmazedonien: Skopje, Botschaft - Moldau: Chișinău, Botschaft - Montenegro: Podgorica, Botschaft - Niederlande: Den Haag, Botschaft - Norwegen: Oslo, Botschaft - Österreich: Wien, Botschaft | - Portugal: Lissabon, Botschaft - Rumänien: Bukarest, Botschaft - Russland: Moskau, Botschaft - Russland: Irkutsk, Generalkonsulat - Russland: Kaliningrad, Generalkonsulat - Russland: St. Petersburg, Generalkonsulat - Schweden: Stockholm, Botschaft - Schweiz: Bern, Botschaft - Serbien: Belgrad, Botschaft - Slowakei: Bratislava, Botschaft - Slowenien: Ljubljana, Botschaft - Spanien: Madrid, Botschaft - Spanien: Barcelona, Botschaft - Tschechien: Prag, Botschaft - Tschechien: Ostrava, Generalkonsulat - Türkei: Ankara, Botschaft - Türkei: Istanbul, Generalkonsulat - Ukraine: Kiew, Botschaft - Ukraine: Charkiw, Generalkonsulat - Ukraine: Lemberg, Generalkonsulat - Ukraine: Luzk, Generalkonsulat - Ukraine: Odessa, Generalkonsulat - Ukraine: Winnyzja, Generalkonsulat - Ungarn: Budapest, Botschaft - Vereinigtes Königreich: London, Botschaft - Vereinigtes Königreich: Edinburgh, Generalkonsulat - Vereinigtes Königreich: Manchester, Generalkonsulat - Belarus: Minsk, Botschaft - Belarus: Brest, Generalkonsulat - Belarus: Hrodna, Generalkonsulat - Zypern: Nikosia, Botschaft - Vatikanstadt: Rom, Botschaft |

### Nordamerika
| - Kanada: Ottawa, Botschaft - Kanada: Montreal, Generalkonsulat - Kanada: Toronto, Generalkonsulat - Kanada: Vancouver, Generalkonsulat - Kuba: Havanna, Botschaft - Mexiko: Mexiko-Stadt, Botschaft | - Vereinigte Staaten: Washington, D.C., Botschaft - Vereinigte Staaten: Chicago, Generalkonsulat - Vereinigte Staaten: Houston, Generalkonsulat - Vereinigte Staaten: Los Angeles, Generalkonsulat - Vereinigte Staaten: New York, Generalkonsulat |

### Südamerika
| - Argentinien: Buenos Aires, Botschaft - Brasilien: Brasília, Botschaft - Brasilien: Curitiba, Generalkonsulat - Chile: Santiago de Chile, Botschaft | - Kolumbien: Bogotá, Botschaft - Peru: Lima, Botschaft - Venezuela: Caracas, Botschaft |

## Vertretungen bei internationalen Organisationen
- Europäische Union: Brüssel, Ständige Vertretung
- Europarat: Straßburg, Ständige Vertretung
- NATO: Brüssel, Ständige Vertretung
- Vereinte Nationen: New York, Ständige Vertretung
- Vereinte Nationen: Genf, Ständige Vertretung
- Organisation für Sicherheit und Zusammenarbeit in Europa (OSZE): Wien, Ständige Vertretung
- Organisation der Vereinten Nationen für Erziehung, Wissenschaft und Kultur (UNESCO): Paris, Ständige Vertretung